# Silvina Jensen
Silvina Inés Jensen (Tres Arroyos, Argentina, 1966) es una historiadora argentina. Es investigadora en el CONICET y docente en la Universidad Autónoma de Barcelona (UAB) y en la Universidad Nacional del Sur (UNS). Ha impartido distintos seminarios de grado y posgrados especializados en las problemáticas de los exilios iberoamericanos. 

## Biografía
Jensen se graduó como Licenciada en Historia en la UNS. Luego se trasladó a Barcelona, donde obtuvo el título de Magíster en Història Moderna i Contemporània y Doctora en Historia en la UAB. Sus tesis doctoral versó sobre el tema de los exiliados argentinos en Cataluña.
De regreso en Argentina ingresó como investigadora al CONICET, donde actualmente se encuentra en la categoría de Investigadora Independiente.
En 2008 publicó un libro basado en su tesis doctoral, bajo el nombre de La provincia flotante. En 2010 publicó un libro sobre los exiliados durante la última dictadura militar argentina.
Ha publicado varios trabajos sobre la historia de los exiliados políticos argentinos, especialmente de los afectados por la última dictadura militar argentina, así como ha reflexionado sobre otros aspectos de la represión estatal de la historia reciente. Se dedica también a investigar sobre el exilio español y a profundizar en distintos aspectos de la movilidad, recepción e integración política de los exiliados en las sociedades de destino.

## Libros
- Jensen, Silvina, Los Exiliados. La lucha por los derechos humanos durante la dictadura, Buenos Aires, Sudamericana, 2010, 210 p.
- Jensen, Silvina,La provincia flotante. El exilio argentino en Cataluña (1976-2006), Barcelona, KM 13.774, 2007, 335 págs. ISBN 978-84-85736-27-0
- Jensen, Silvina. La huida del Horror no fue olvido. El exilio político argentino en Cataluña 1973-1983 (Barcelona, Editorial Bosch, 1998)[6]
- Jensen, Silvina y Yankelevich, Pablo, “Exilios. Destinos y experiencias bajo la dictadura militar” (Buenos Aires, Libros del Zorzal, 2007).
- Entredichos: Osvaldo Bayer : 30 Años De Polémicas, 2008, ISBN 978-987-24311-0-5
- Jensen, Silvina y Lastra, Soledad, (2014), (Editoras), Exilios: militancia y represión. Nuevas fuentes y nuevos abordajes de los destierros de la Argentina de los años setenta, EDULP: La Plata, pp. 351. ISBN 978-987-1985-33-3 En Línea: En línea: http://www.memoria.fahce.unlp.edu.ar/libros/pm.371/pm.371.pdf
- Jensen, Silvina y Lastra, María Soledad (2016), “Formas de exilio y prácticas represivas en la Argentina reciente (1974-1985)” en Gabriela Águila, Pablo Scatizza y Santiago Garaño (coords.), Violencias de Estado. Formas y dinámicas represivas en la historia reciente argentina: nuevos abordajes a 40 años del Golpe de Estado, editorial de la Facultad de Humanidades y Ciencias de la Educación, UNLP, La Plata. ISBN 978-950-34-1308-1